# Poul Anker Bech
Poul Anker Bech (13. april 1942 – 7. oktober 2009) var en dansk billedkunstner.

## Uddannelse
Han begyndte at male i 1960'erne og studerede på Det jyske Kunstakademi i Århus 1966-67. Han blev cand. mag. i historie og kunsthistorie fra Aarhus Universitet i 1973 og blev gymnasielærer. I 1988 opsagde han sit job og blev billedkunstner på fuld tid. 

## Maleren
Han malede hverdagsskildringer, der inddrog beskueren i billedets afgrænsede rum, inden- eller udendørs. De gådefulde motiver, som ofte indeholder ironiske eller surrealistiske elementer, er som regel uden facit. 
Han har selv udtalt, at han gerne vil have, at det er malerier man husker, uden egentlig at finde ud af hvad meningen var. 
Noget meget interessant i hans motiver er tidsfornemmelsen, som opstår, når vi oplever det store sus af eksistens i rum og tid. Vi ser os selv i det store perspektiv, som det lille fnug mellem før og efter. 
Fornemmelsen må uvægerligt få et strejf af vemod, fordi vi må erkende al tings flygtighed og vores egen kortvarige eksistens.
Men hos Poul Anker Bech findes også en sans for det store i det små – tilsat en god portion underspillet vendsysselsk humor. Humor fordi vi umuligt kan tage vores egen selvhøjtidelighed alvorligt.
Han har modtaget Statens Kunstfonds 3-årige stipendium og senere den livsvarige ydelse, samt legater fra Zac. Jacobsen, Frederik Sødring, Henry Heerup, Vilhelm Pacht, Jyllands-Posten, Kaj K. Nørkjær og den Nordjyske Kulturpris.
Poul Anker Bech var medlem af Kunstnersammenslutningen Corner.

## De vigtigste udstillinger af nyere dato
- 2000 – Retrospektiv, Vendsyssel Kunstmuseum og Kunstbygningen_i_Vrå. Senere vist på Vejle Kunstmuseum.
- 2004 – På Kanten, Randers Kunstmuseum. Senere vist på Nivaagaards Malerisamling.
- 2005 – Himmelsæk, Galleri Asbæk, København og Galleri Franz-Pedersen, Horsens.
- 2009 – Art Amsterdam, Separatudstilling med 20 værker gennem Galleri Franz Pedersen, Horsens.

## Vigtigste litteratur
- Poul Anker Bech, en monografi af Poul Anker Bech af Inge Mørch Jensen. Vendsyssel Kunstmuseum 2000.
- Anekdoter, skæverter og perler med tekst af Niels Rokkedal. Vendsyssel Kunstmuseum 2003.
- Virkeligheden sat i scene, af Birger Raben-Skov. Fr. G. Knudtzons Bogtrykkeri 2003.
- På Kanten, I virkeligheden – hverdag, eksistens og maleri af Nils Ohrt. Randers Kunstmuseum 2004.
- Himmelsæk, Denne higen og længsel over for det uendelige rum interview af Biger Raben-Skov. Galleri Asbæk og Franz-Pedersen 2005.
- Fra baglokalet hos Poul Anker Bech, af Poul Blak Forlaget Hovedland 2008
- Det tabte land, Poul Anker Bechs billedverden, af Finn Terman Frederiksen Randers Kunstmuseums Forlag 2010
- "Poul Anker Bechs Vendsyssel", af Anne Lie Stokbro 2011.

## Reference
1. ↑  "Poul Anker Bech er død – dr.dk/Regioner/Nordjylland/Nyheder/Hjørring". Arkiveret fra originalen 9. oktober 2009. Hentet 8. oktober 2009.